# Абети, Паскуалино
Паскуалино Абети (итал. Pasqualino Abeti; 2 апреля 1948, Корреджо, Эмилия-Романья — 24 февраля 2024, Корреджо, Эмилия-Романья) — итальянский бегун. Спринтер. Участник летних Олимпийских игр 1972 года. Победитель эстафеты 4×100 м на Средиземноморских играх 1971 года. Бронзовый призёр чемпионата Европы 1971 года в эстафете 4×100 м.
В эпоху Пьетро Меннеа Абети был одним из немногих в стране, кто мог составить конкуренцию великому чемпиону, выиграв три титула с 1969 по 1975 год